# Magma Taishi
Vingadores do Espaço ou Embaixador Magma (マグマ大使, Maguma Taishi) é nome de um mangá e tokusatsu criado por Osamu Tezuka.

## No Japão
Maguma Taishi foi a primeira série colorida do Japão. A segunda foi "Ultraman", que estreou uma semana depois.

## No Brasil
A série passou na primeira vez no final da década de 1960 na TV Bandeirantes e depois na década de 1970 na Rede Tupi de Televisão e na década de 1980 na TV Record a sua última exibição na TV Aberta foi em 1986 na sessão de series enlatada da TV Record intitulada " Heróis do Espaço ".Foi lançada em DVD em 2 volumes pela Cultclassics DVD, em som original e com legendas em português, pois a dublagem original foi perdida em um incêndio que ocorreu na TV Record no inicio da década de 1990.
No Brasil acompanharam-se as aventuras de Goldar (Maguma), sua esposa Silvar (Boru) e seu filho Gam lutando contra o terrível alienígena Rodak (Goa) que queria dominar a Terra a todo o custo com os seus monstros a auxiliá-lo.